# De största medeltida klockorna i Europa
I denna artikel behandlas vilka kyrkklockor från medeltiden som var de största medeltida klockorna i Europa.

## De två bordunerna i Sens

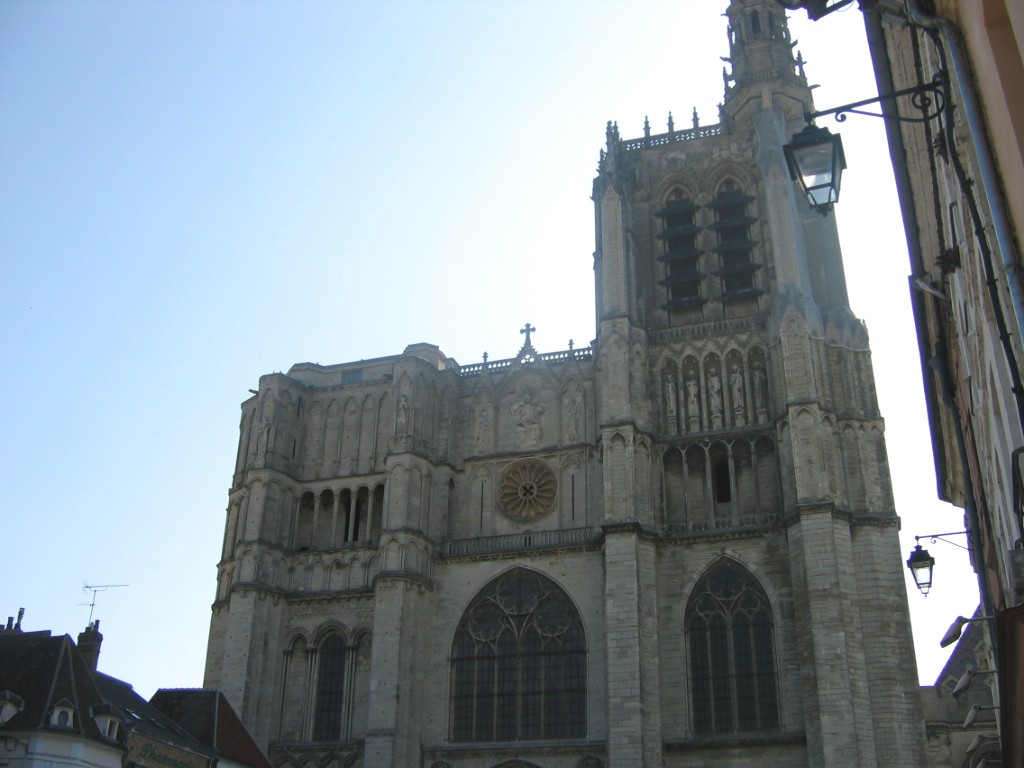
Katedralen i Sens, det södra tornet med de stora medeltidsklockorna står på denna bild till höger

Medeltidens största klockor anses ibland vara två under medeltiden (eller kanske snarare under renässansen eller nya tiden) berömda klockor, de två storklockorna (på franska kallade bourdons,  bordunerna) i katedralen i Sens Cathedrale Saint Étienne i Frankrike. De kallas La Savinienne, även kallad gros bourdon, ”stora storklockan”; samt katedralens näst största klocka La Potentienne, petit bourdon, ”lilla storklockan”. De är fortfarande bevarade och används än idag. De väger 15,3 engelska long tons (15545,5 kg, det vill säga 15,5 ton omräknat till metersystemet) respektive 13,8 gamla ton (14021,44 kg 14,02 ton). Enligt en annan källa väger la Savinienne 16,2 ton (16230 kg) och la Potentienne 13,6 ton (13660 kg)  har diametern 2,33 meter och slagtonen f och är gjuten år 1560 av Gaspard Mongin-Viard från Auxerre.
La Savinienne göts 1563 av Gaspard Mongin-Viard från Auxerre och har en diameter på 2,69 meter och slagtonen e. La Potentienne göts också av Gaspard Mongin-Viard från Auxerre och är något äldre än La Savinienne  eftersom den göts 1560. Den har diametern 2,33 meter och slagtonen f.
Dessa två storklockor är störst av sammanlagt 7 klockor i katedralens södra klocktorn (det norra finns inte längre kvar). Av övriga fem klockor är 3 slagklockor, och två andra klockor som används för klockringning. Det försvunna norra tornet hade sammanlagt nio klockor.

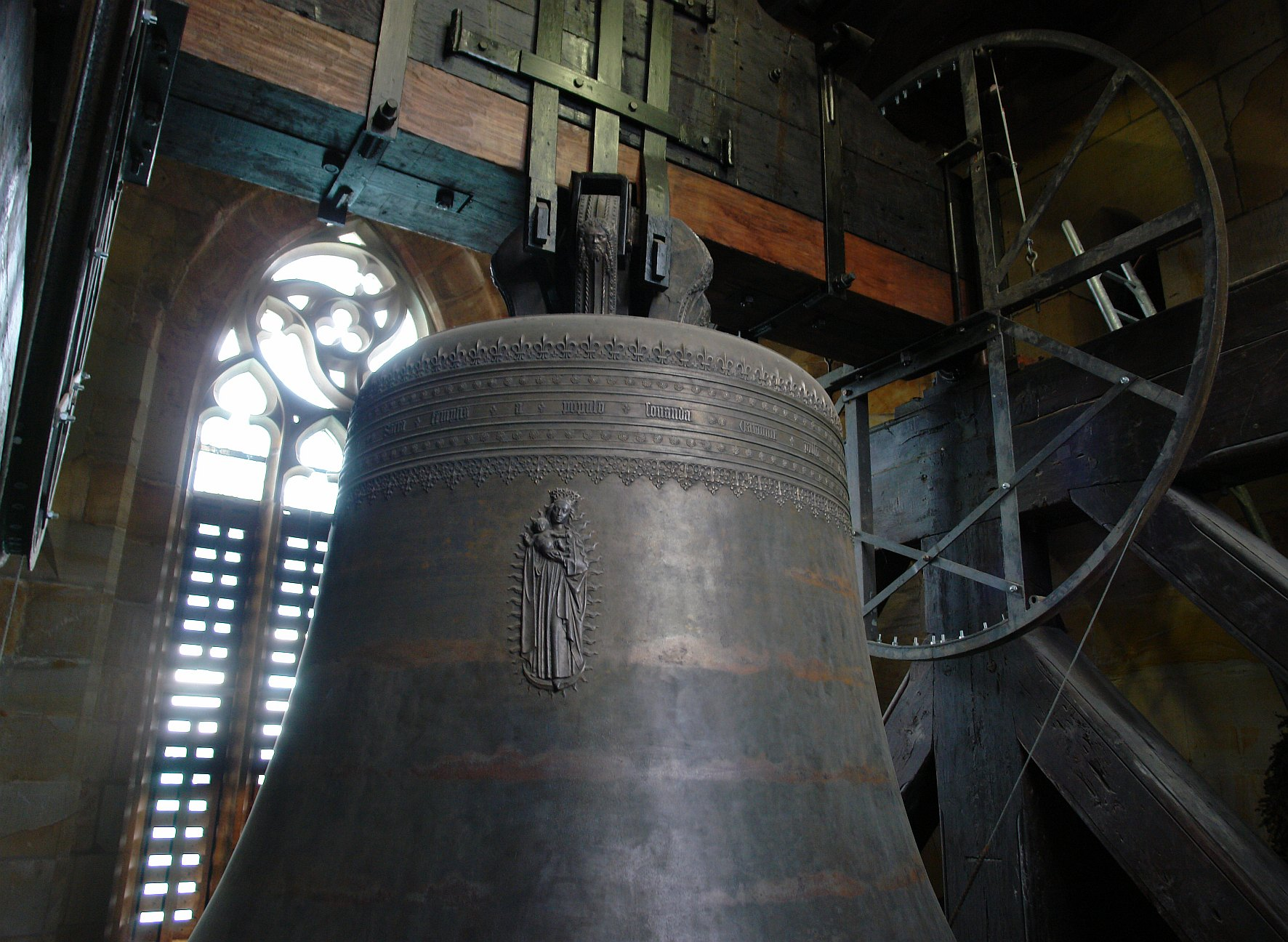
Den stora medeltida klockan Maria Gloriosa i Erfurt. Lägg märke till de svarta ränderna på klockan som är en kvarlämning av de svetsningsarbeten som ägt rum 2004, för att fylla igen sprickor

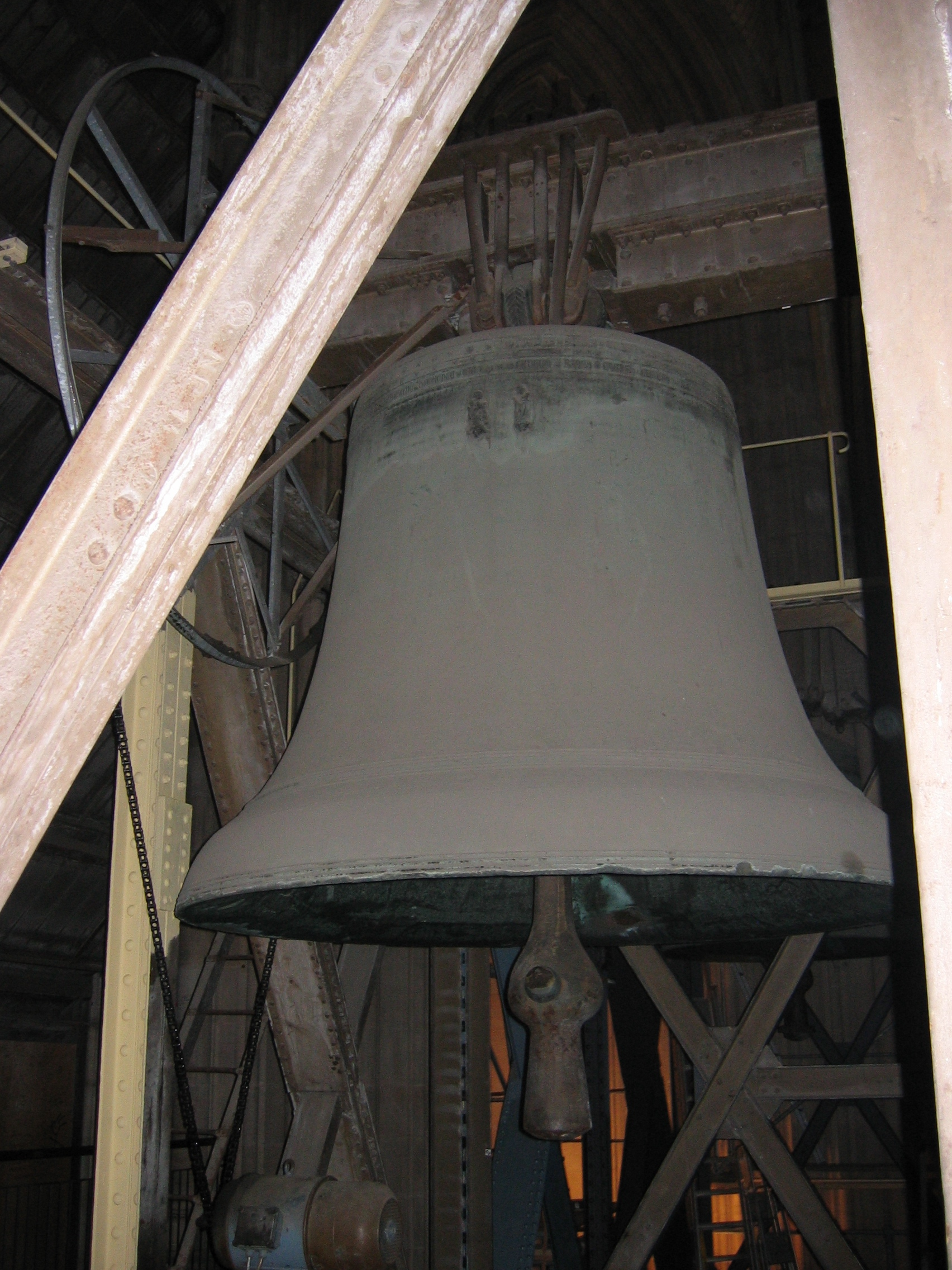
Näst största klockan Pretiosa i Kölnerdomen i Tyskland väger cirka 10-10,5 ton och är gjuten 1448

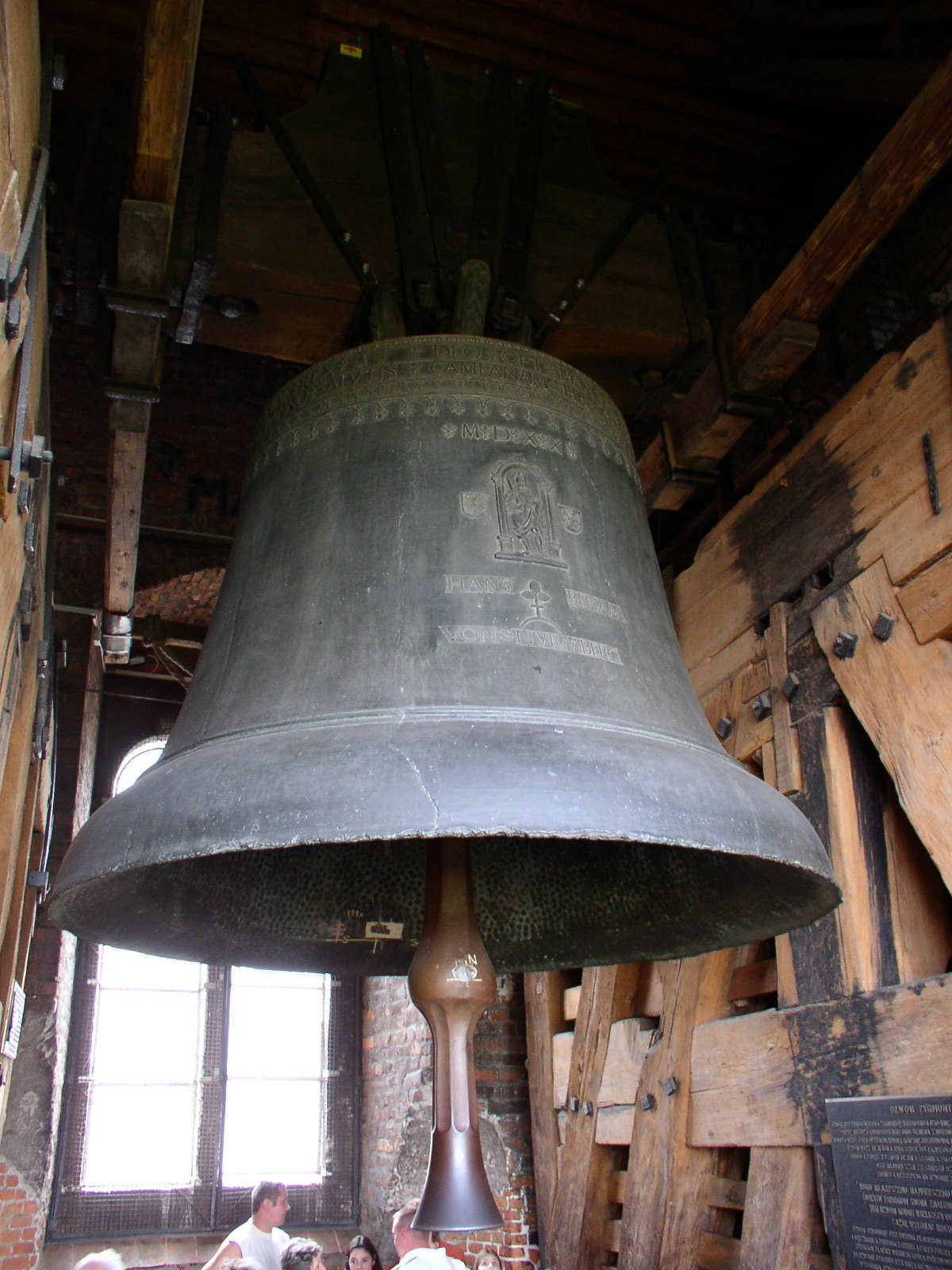
Sigismundklockan i Krakow

## Maria Gloriosa i Erfurt
En annan berömd klocka under medeltiden är den största medeltida klockan i Tyskland, i domen i Erfurt, Maria Gloriosa eller Gloriosa. Den väger 11,45 ton, har höjden 2,5 meter, diametern 2,58 meter och slagtonen e0 +3, och göts 1497 på domberget framför domen i Erfurt av Gerhard van Wou från Kampen (Gerhardus Wou de Campis) i nuvarande Nederländerna.
Den fungerade under medeltiden som en förlaga för andra klockgjutningar (bland annat till Gloriosa i Frankfurts domkyrka och största kyrka och till Sankt Petersglocke i Köln, eftersom den ansågs lyckad vad gällde klangen. Därför efterbildades klockans form och den kallas Mutter der Glocken, ”klockornas moder”. Den har haft en del smärre sprickor 1984 och senast 2004, men dessa har svetsats igen, då klockan för första gången på 500 år tillfälligt fick flytta från sin upphängningsplats i tornet. Klockan fick också en ny kläpp, som väger mer än den gamla, mellan 365 och 385 kg (den gamla vägde 350 kg), men den har en mindre slagvinkel mot klockan (slår högre upp på klockan). Dessutom rings det nu i den endast åtta gånger om året.

## Kölnerdomens Pretiosa
Kölnerdomens näst största klocka, gjuten 1448, kommer inte långt efter storklockan i Erfurt i storlek, med sina cirka 10,5 ton.

## Sigismundklockan i Krakow
Sigismundklockan i Wawelkatedralen i Krakow i Polen väger 11 ton och kan också räknas till de största medeltida klockorna eftersom den göts 1520.

## Maria Laura i Lund
En känd storklocka i Norden under medeltiden var Maria Laura i Lunds domkyrka (se mer om i artikeln Kyrkklocka, avsnittet "Klockdop"). Den var ca 3m i diameter och vägde 16800kg. När den göts år 1215 var den störst i hela Europa. Den göts år 1517 om till två klockor som vägde 11500 och 5000kg. Den mindre av dessa klockor togs upp till Stockholm och göts om år 1884 och är idag storklocka i Hedvig Eleonora kyrka i Stockholm